# Super des Fagnes
Super des Fagnes is een Belgisch bier van hoge gisting. Het bier wordt gebrouwen in Brasserie des Fagnes in Mariembourg, Namen. Het bier werd sinds 1994 gebrouwen en vanaf 1998 in de nieuw opgerichte brouwerij.

## Varianten
- Blonde, blond bier met een alcoholpercentage van 7,5%
- Brune, bruin bier met een alcoholpercentage van 7,5%
- Griottes, rood fruitbier (met 7% krieken Griotte du Nord) met een alcoholpercentage van 4,8%
- Scotch, roodbruin bier, type scotch, met een alcoholpercentage van 7,5%
- Noël, bruin kerstbier met een alcoholpercentage van 8,5%

## Externe links

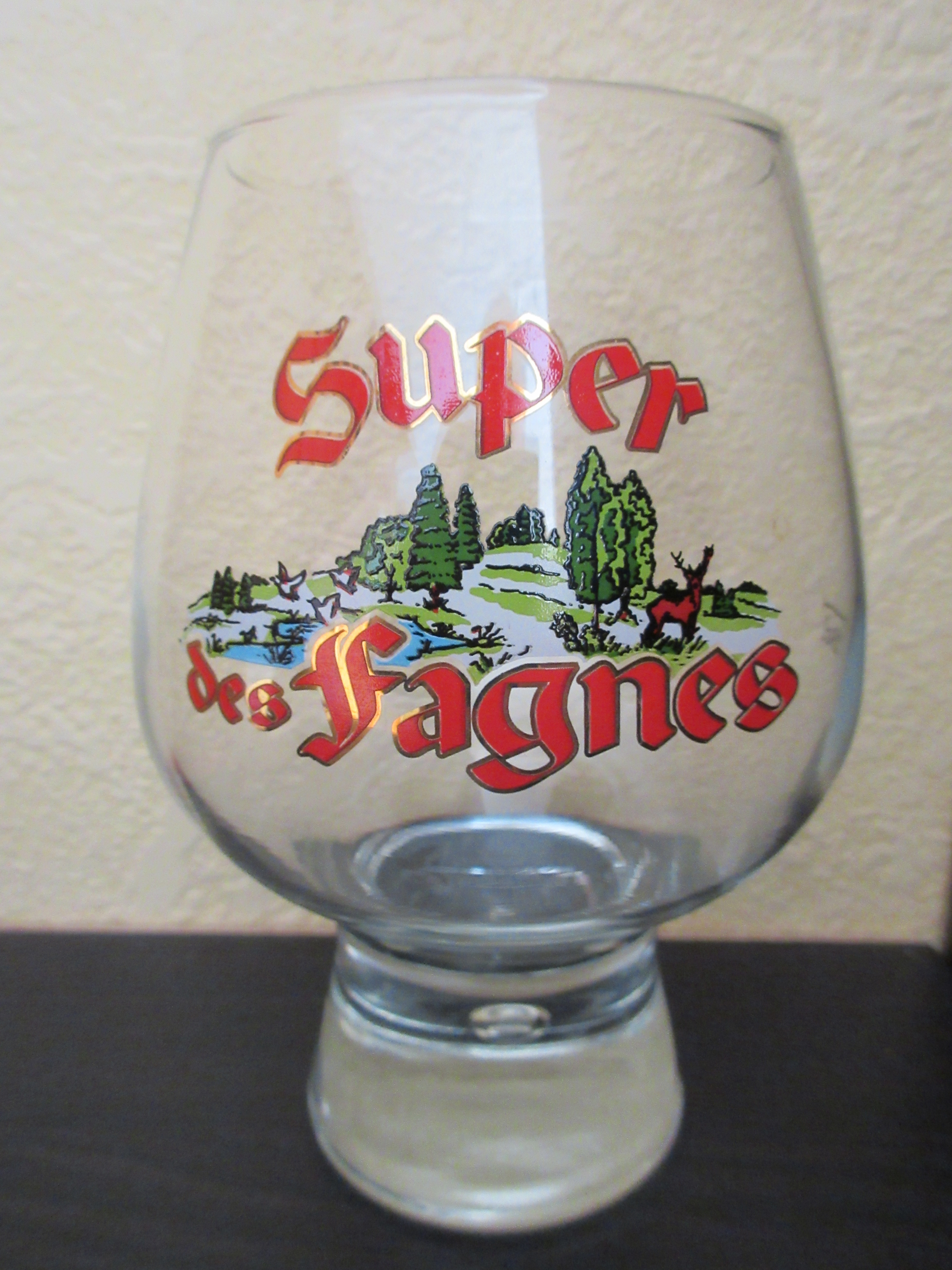
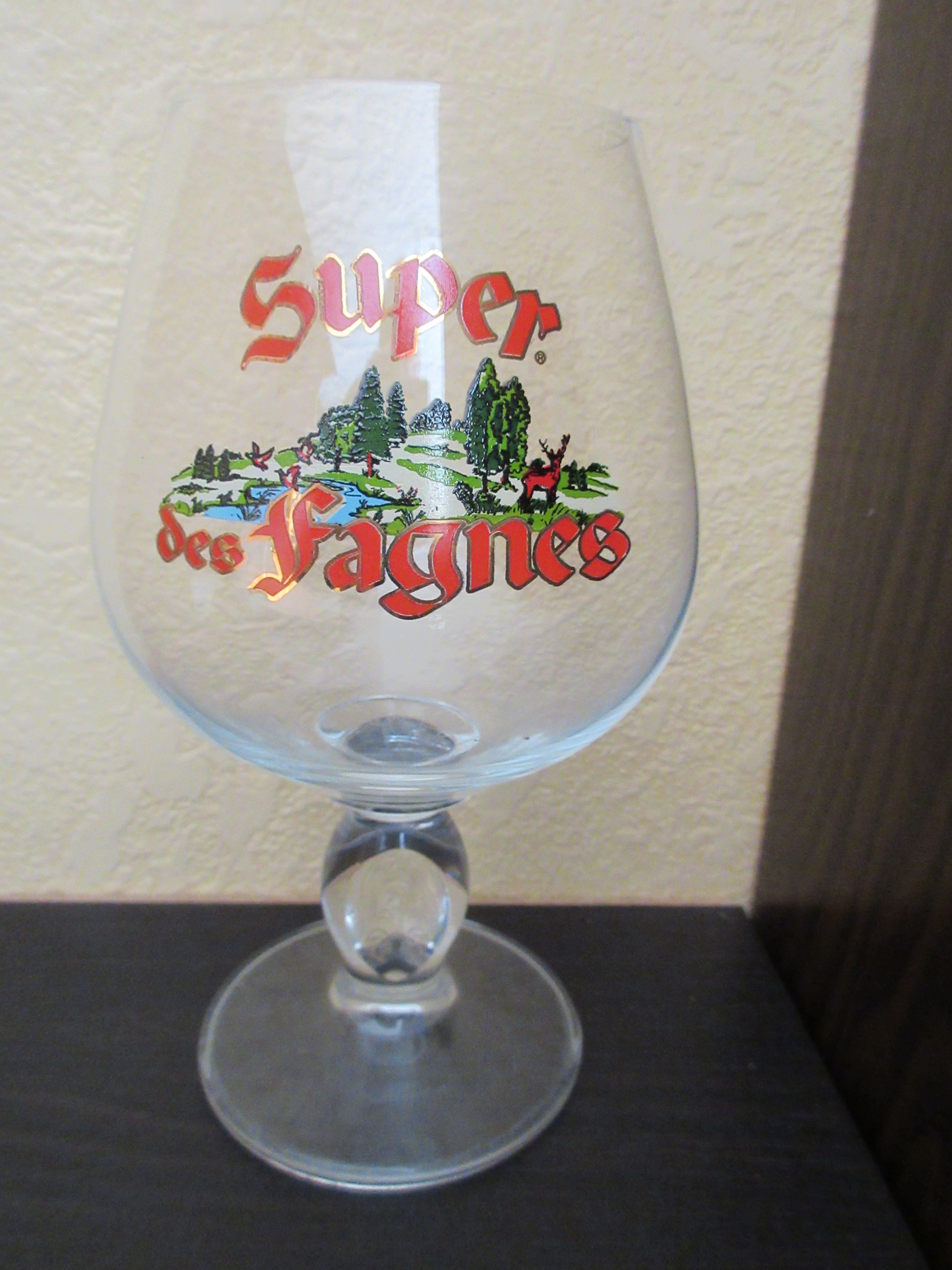